# Arkadiagatan
Arkadiagatan (finska: Arkadiankatu) är en gata i  stadsdelarna Kampen och Främre Tölö i Helsingfors, mellan Paasikiviplatsen vid Mannerheimvägen och Sandviken. Arkadiagatan har fått sitt namn från den tidigare småbusbebyggelsen Arkadia och från Arkadiateatern. 
Arkadiateatern låg under andra hälften av 1800-talet vid dåvarande Henriksgatan, där idag Paasikiviplatsen och Hankkijahuset ligger, bredvid Åbo kasern och strax innanför Esbo tull och slutet av stadsbebyggelsen. Småhusbebyggelsen Arkadia låg utanför stadsbebyggelsen och grundades på mark som 1859 utarrenderades av staden till trädgårdsmästaren Christian Bohnhof. Denne var från Tyskland och hade kommit till Finland för att ta hand om Sinebrychoffs blomster- och trädgårdar. Han anlade där en handelsträdgård. Ungefär vid nuvarande Arkadiagatan gick en landsväg förbi handlanden G. Barkoffs benmjölsfabrik till en deponi nära nuvarande Runebergsgatan. Därifrån hämtade traktens bönder vintertid gödsel till sina åkrar.
Marken i Tölö styckades till flerfamiljshus 1906, och planen innefattade också Arkadiagatan i nuvarande läge.

## Byggnader och anläggningar i urval
- Arkadiagatan 1, Lilla parlamentets park, färdig 2005
- Arkadiagatan 2, Hankijjahuset, färdig 1913, ritad av Jarl Eklund
- Arkadiagatan 3, Lilla parlamentet, färdig 2004, ritad av Pekka Helin
- Norra Järnvägsgatan 13, Naturhistoriska museet, färdig 1913, ritad av Lev Petrovitj Sjisjko (1872–1943)
- Arkadiagatan 6 samt Salomongatan 3, Innotalo, färdig 1975, ritad av Einari Teräsvirta
- Arkadiagatan 21, tidigare huvudkontor för banken OKO
- Arkadiagatan 22, Svenska handelshögskolans huvudbyggnad[2], färdigställd 1953, ritad av Kurt Simberg
- Runebergsgatan 14–16, till 2019 Helsingfors handelshögskola Tölö/Aalto-universitetets handelshögskola, färdig 1950
- Arkadiagatan 23, hörnet Arkadiagatan/Runebergsgatan, tidigare huvudkontor för banken OKO, färdig 1932, ritad av Toivo Paatela
- Arkadiagatan 24, Arkadiabyggnaden, använd av Svenska handelshögskolan,[2], ursprungligen Svenska flickskolan i Helsingfors, färdig 1930, ritad av Hjalmar Åberg, använd av Helsingfors fransk-finska skola på 1980-talet
- Arkadiagatan 26, Främre Tölös gymnasium[3], färdig 1930, ritad av Yrjö Sadeniemi
- Arkadiagatan 28, hörnet av Mechelingatan, tidigare Arkadiasamskolan, använd av Aalto-universitetets handelshögskola

## Bildgalleri

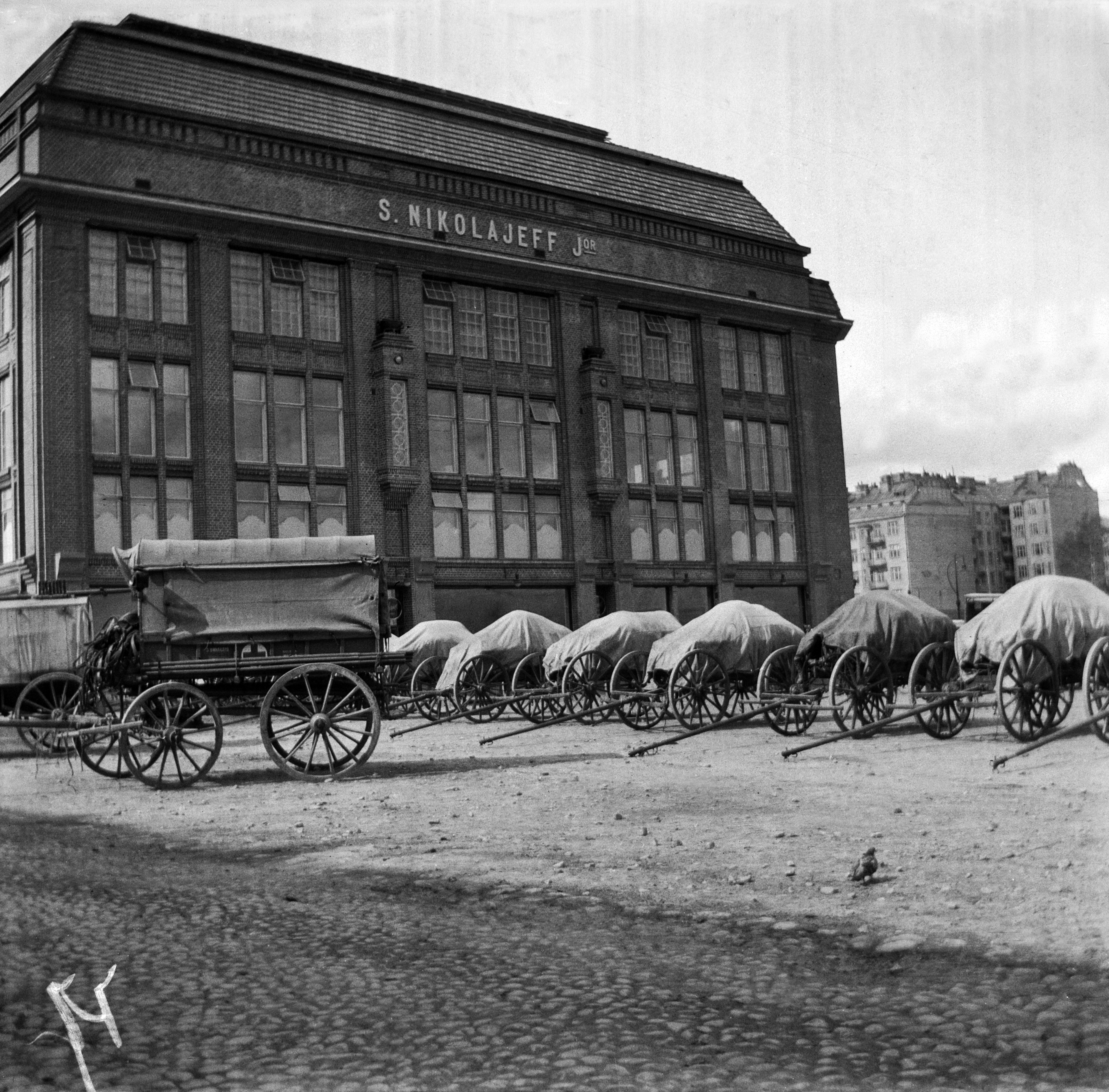
Dåvarande Arkadiaplatsen, (nuvarande Paasikiviplatsen) med Bilpalatset (nuvarande Hankkijahuset), 1914
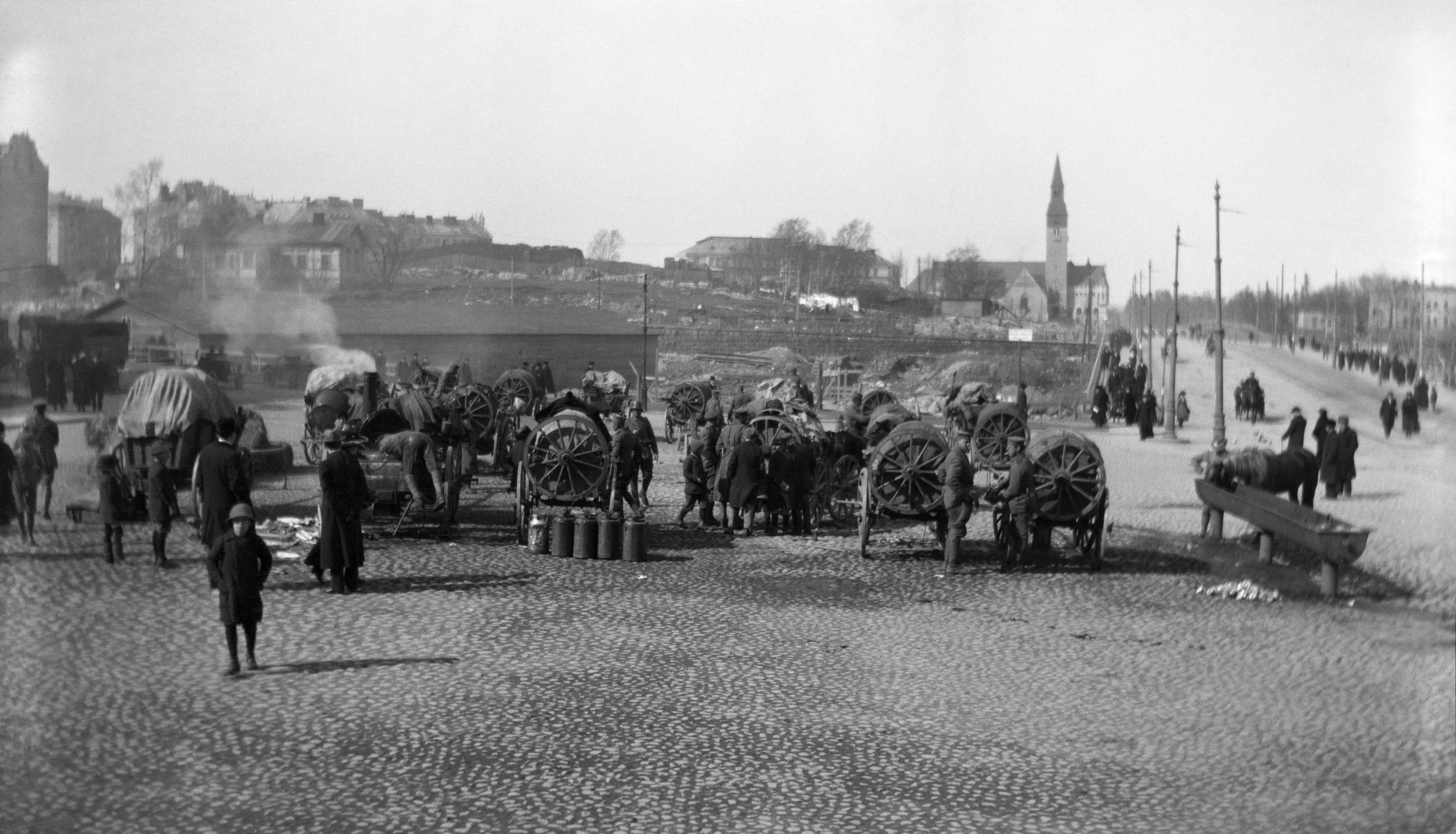
Tyska Östersjödivisionens fältkök på Arkadiaplatsen, vid Arkadiagatans mynning i Henriksgatan, den 13 april 1918. I bakgrunden Nationalmuseum.
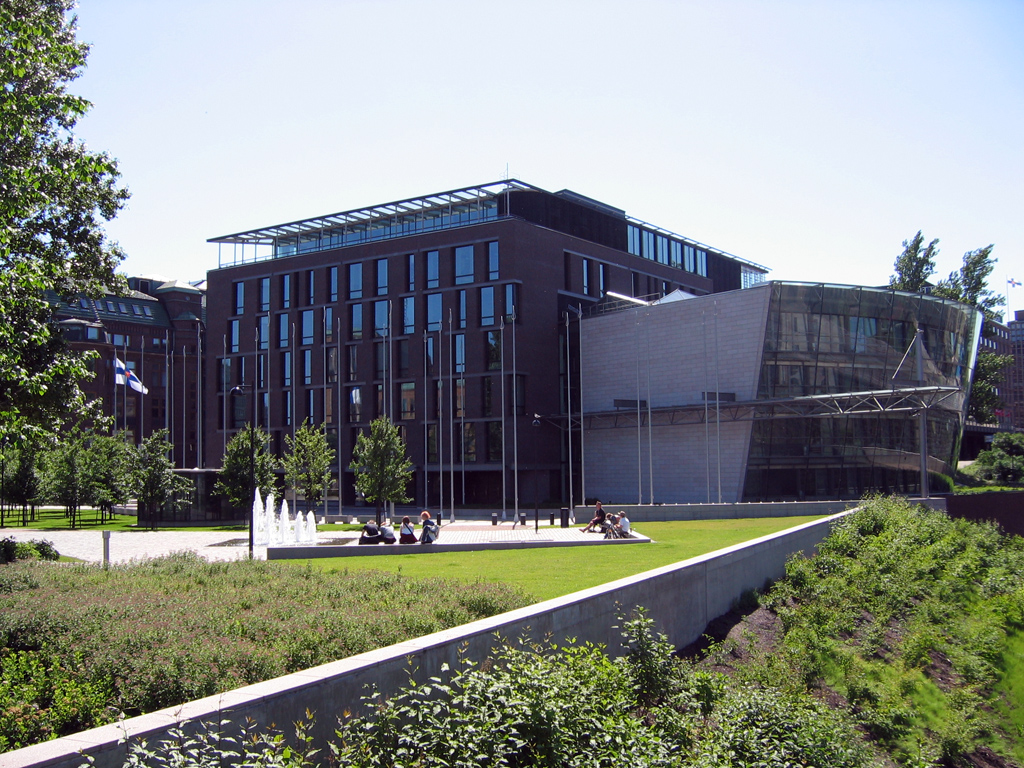
Lilla parlamentet
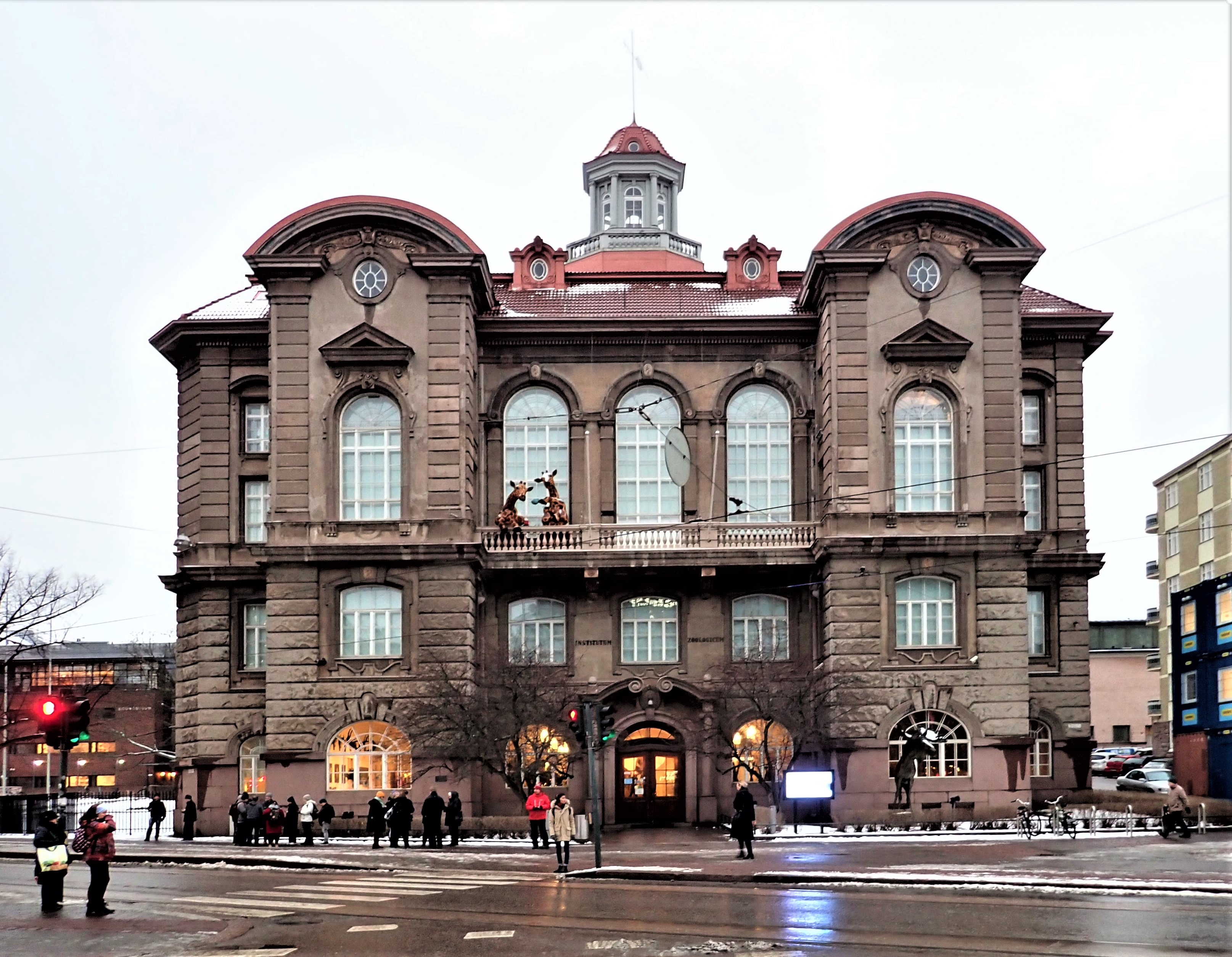
Naturhistoriska museet
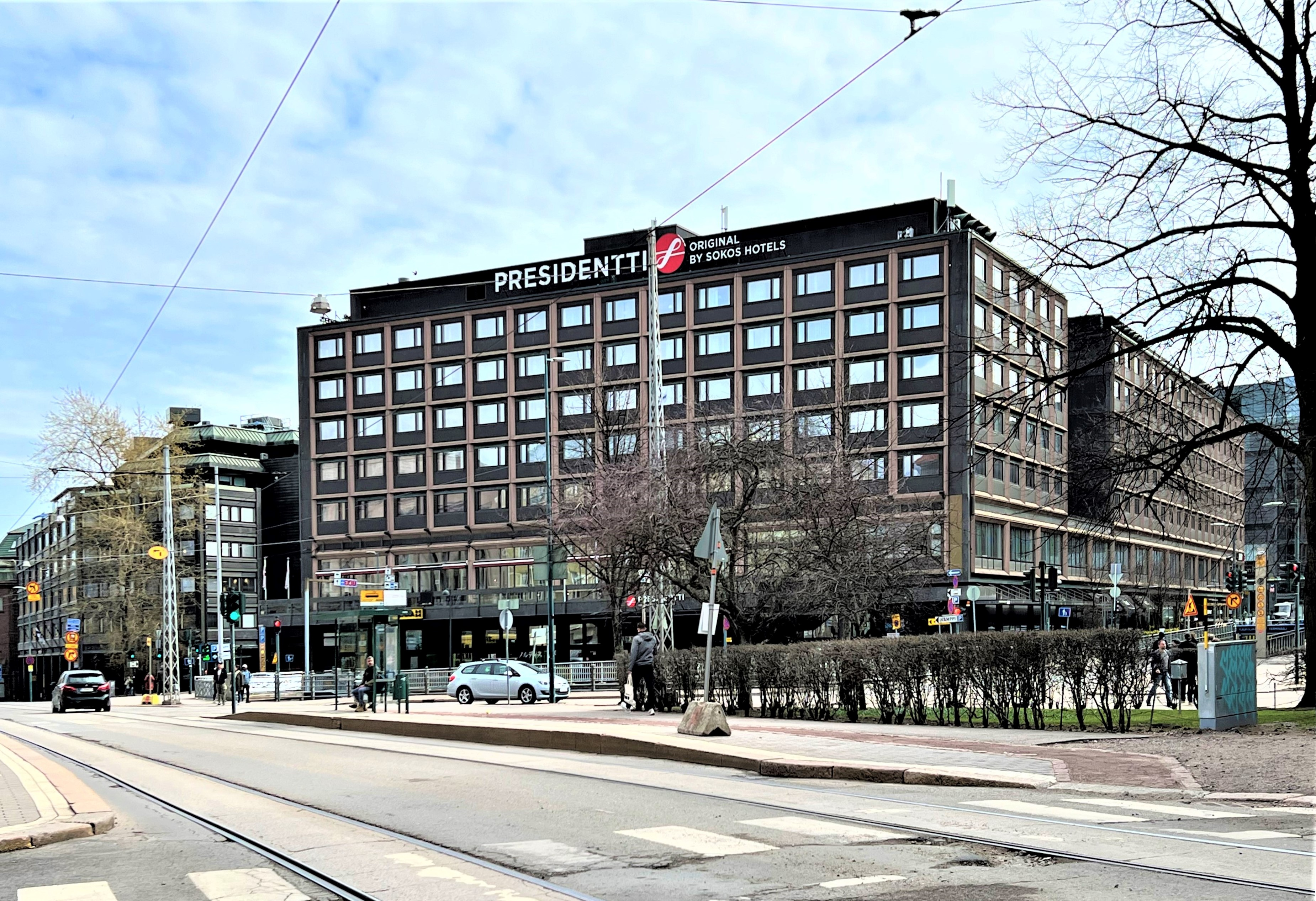
Sokos Hotel Presidentti vid Södra Järnvägsgatan 4, snett mitt emot Naturhistoriska museet, sett från Arkadiagatan
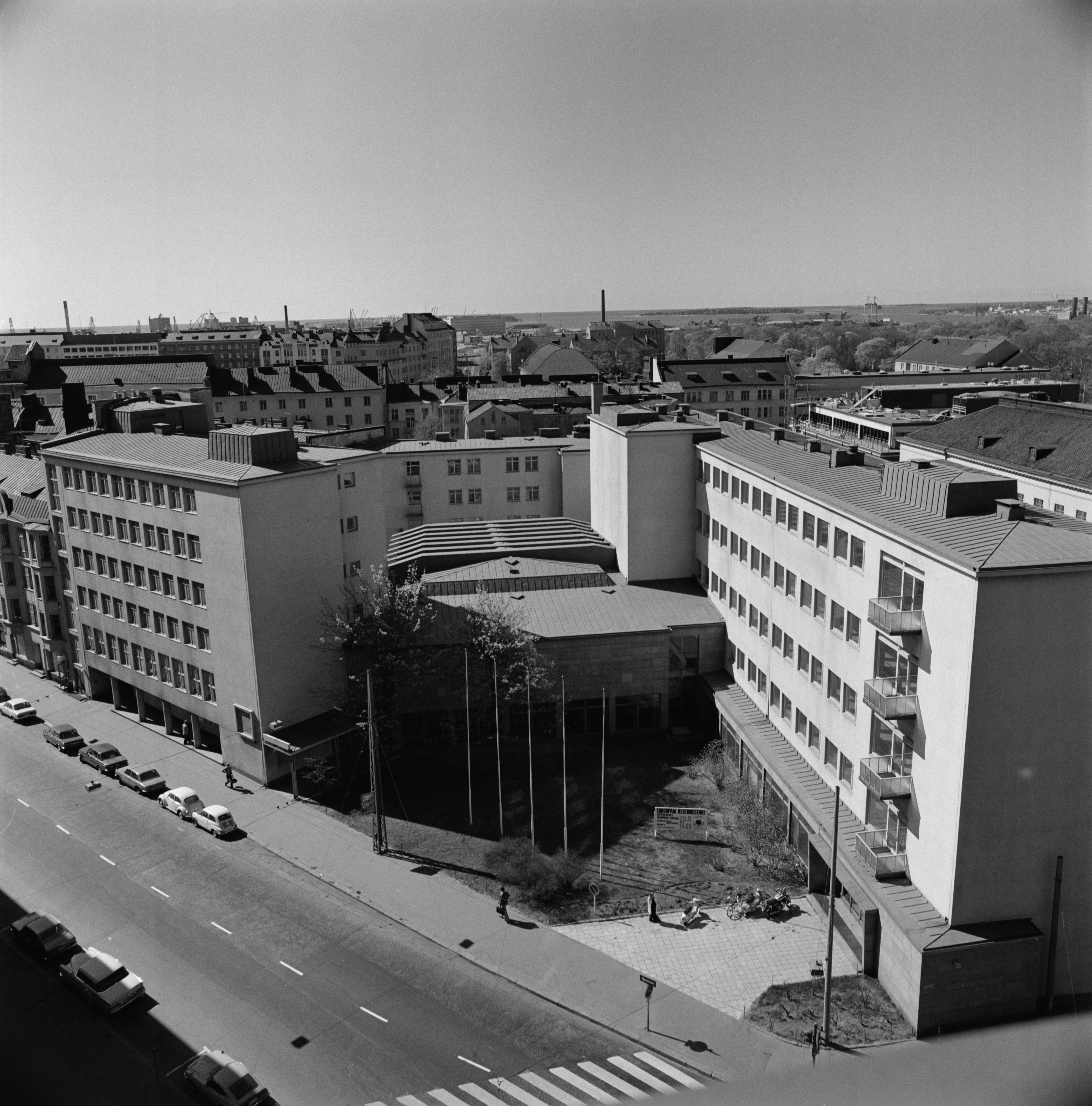
Svenska Handelshögskolan, 1974
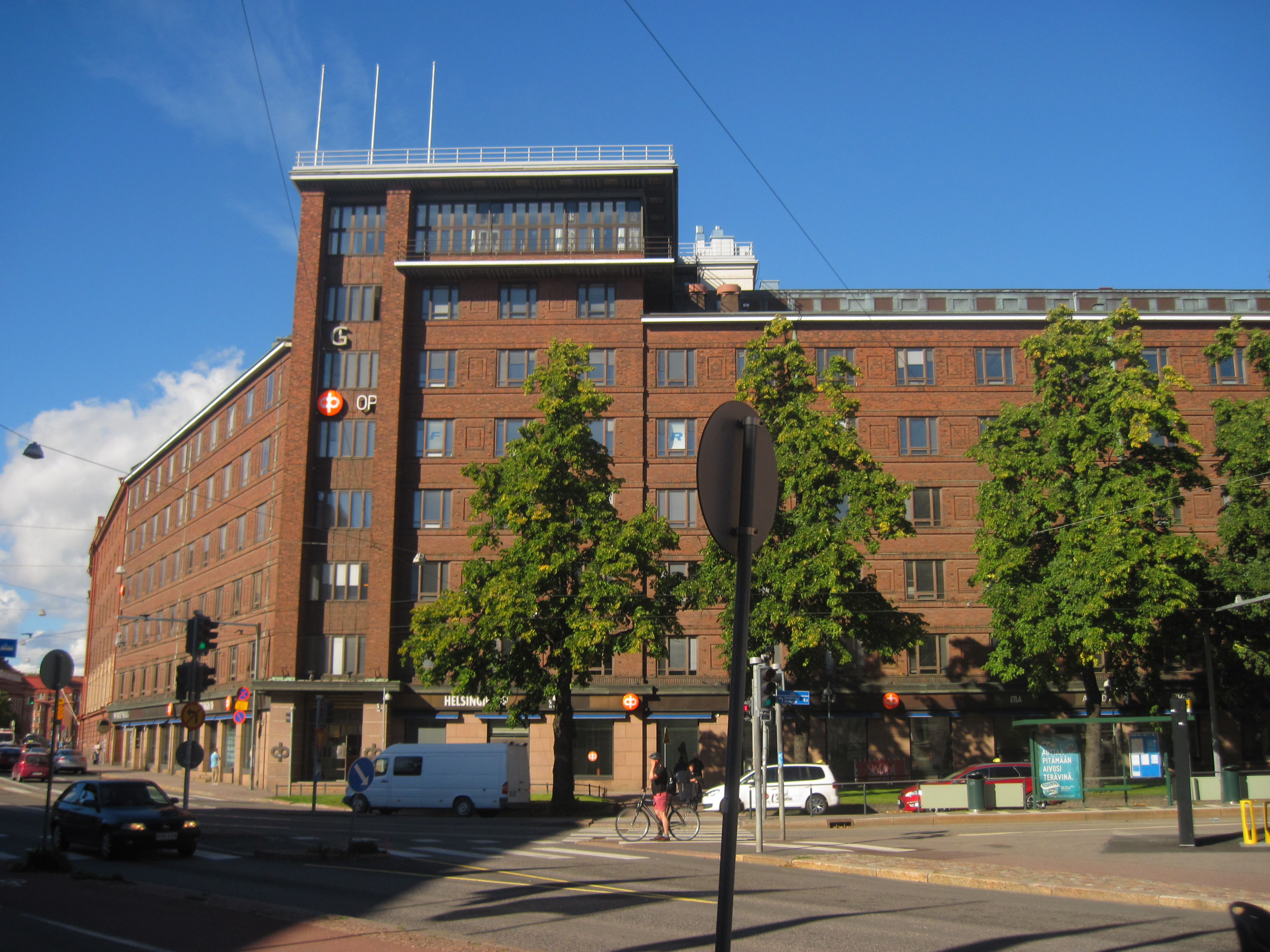
Banken OKO:s tidigare huvudkontor, Arkadiagatan 21, 2018
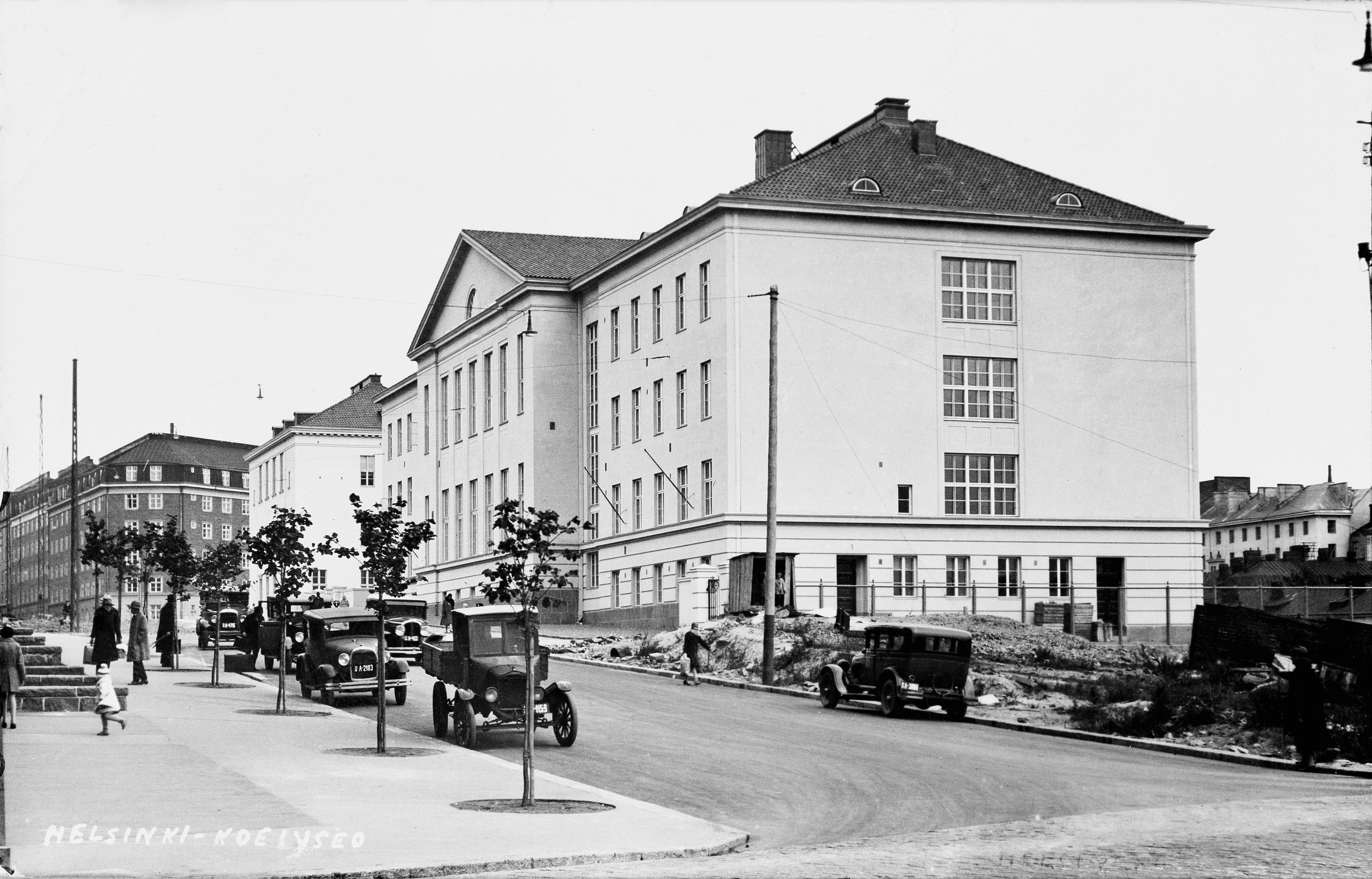
Främre Tölös gymnasium, 1930
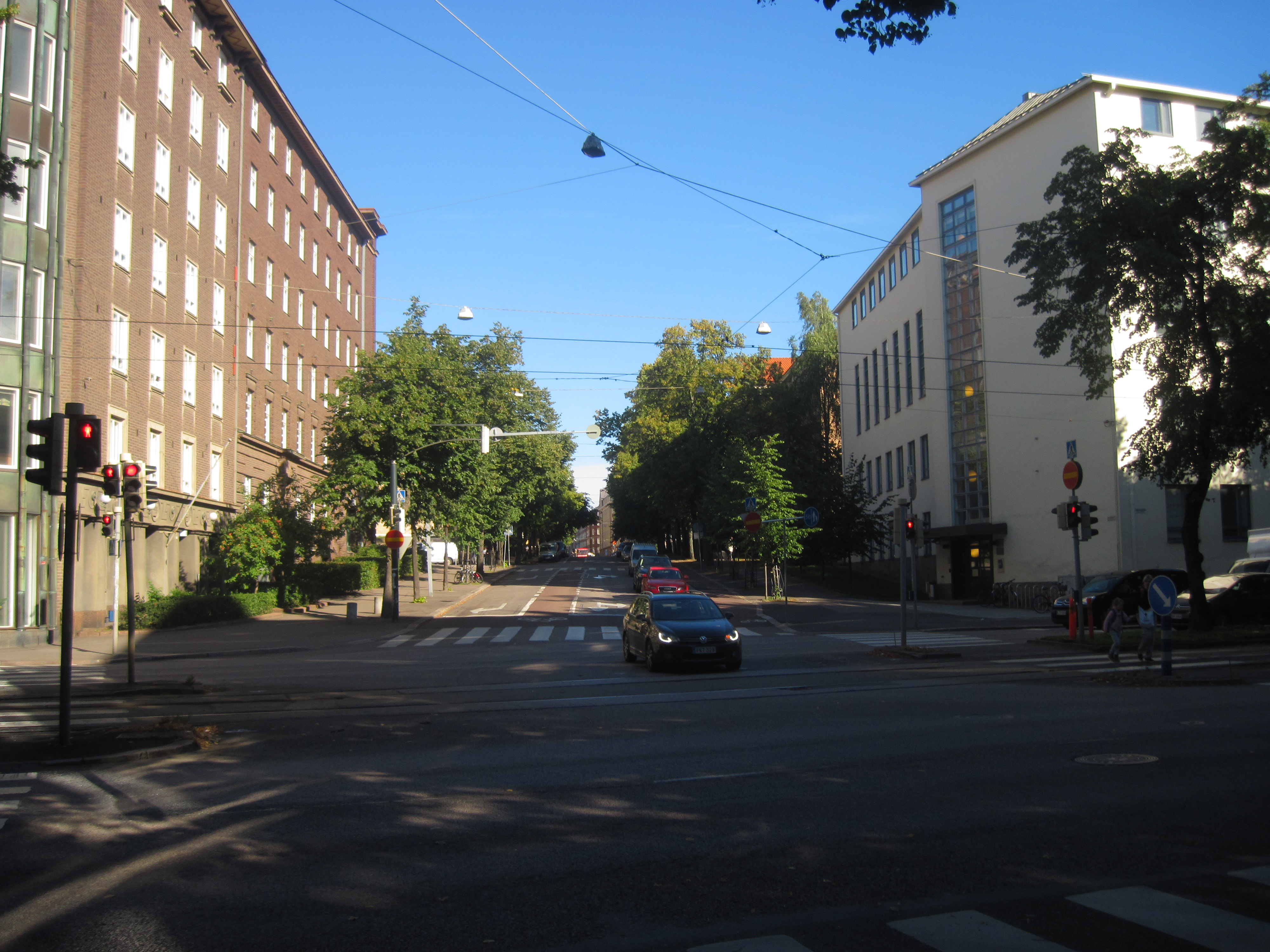
Arkadiagatan sedd österut från korsningen med Mechelingatan. Till höger ligger det tidigare Arkadia samskola.
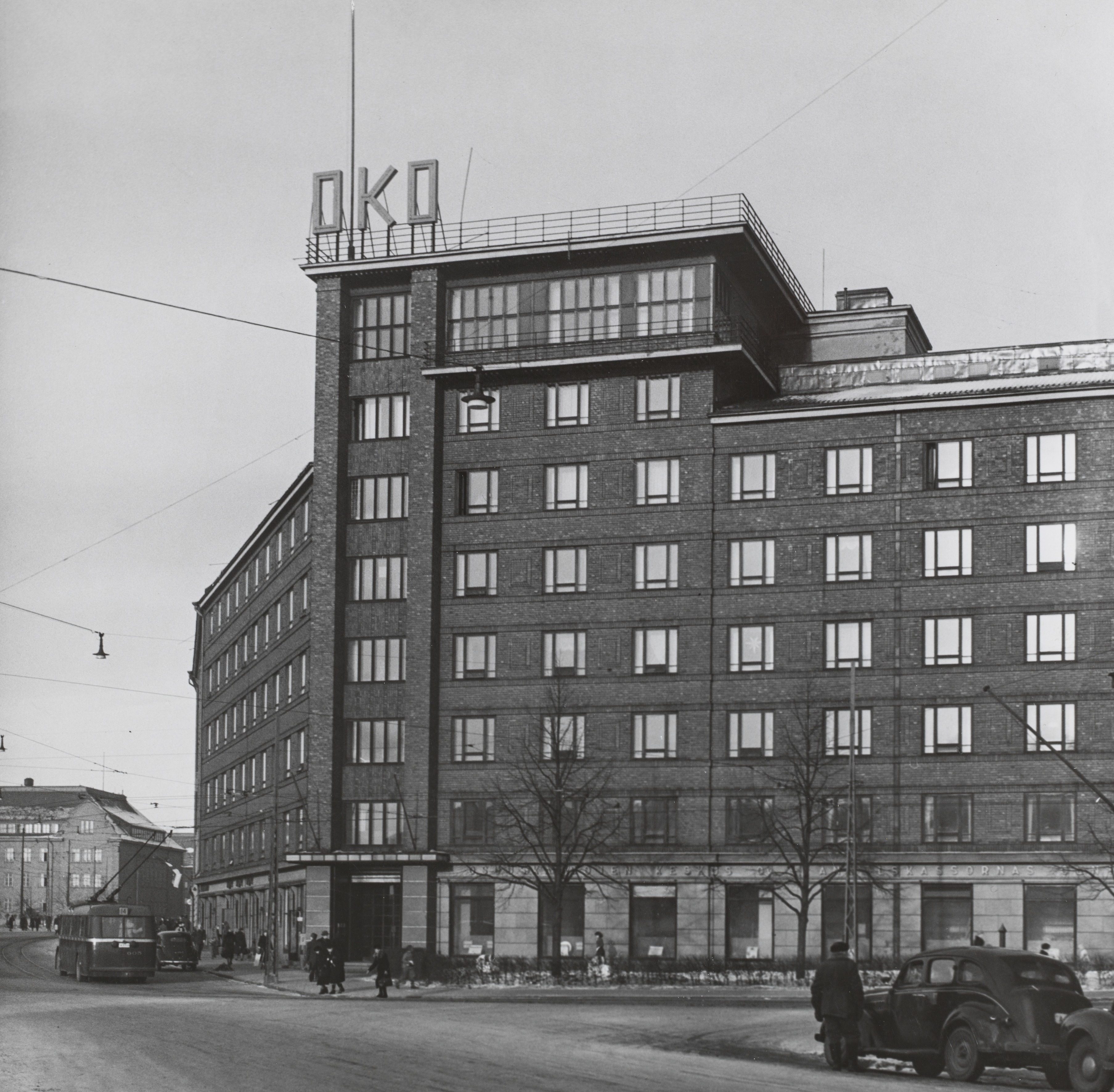
OKO:s huvudkontor, 1950
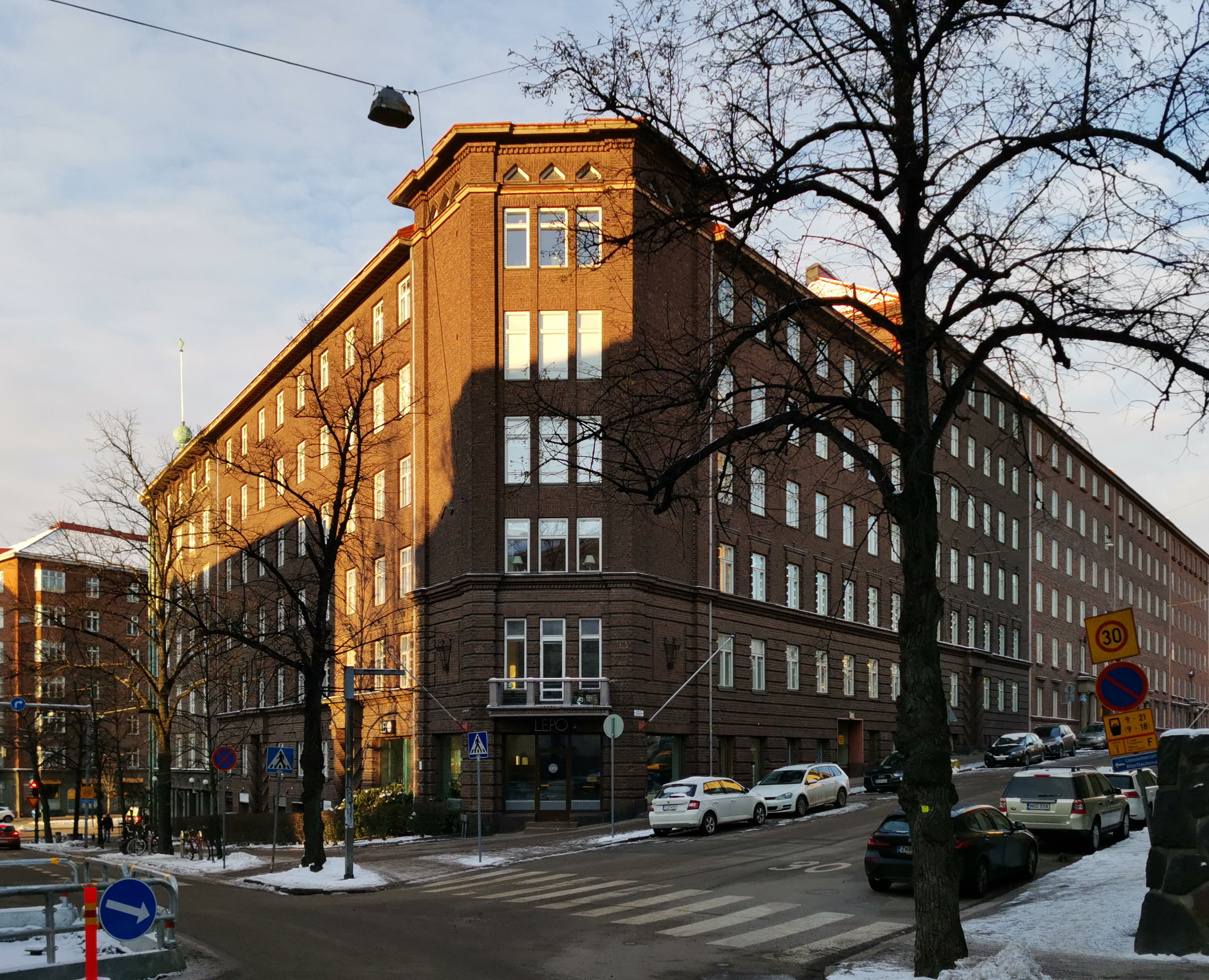
Arkadiagatan 31
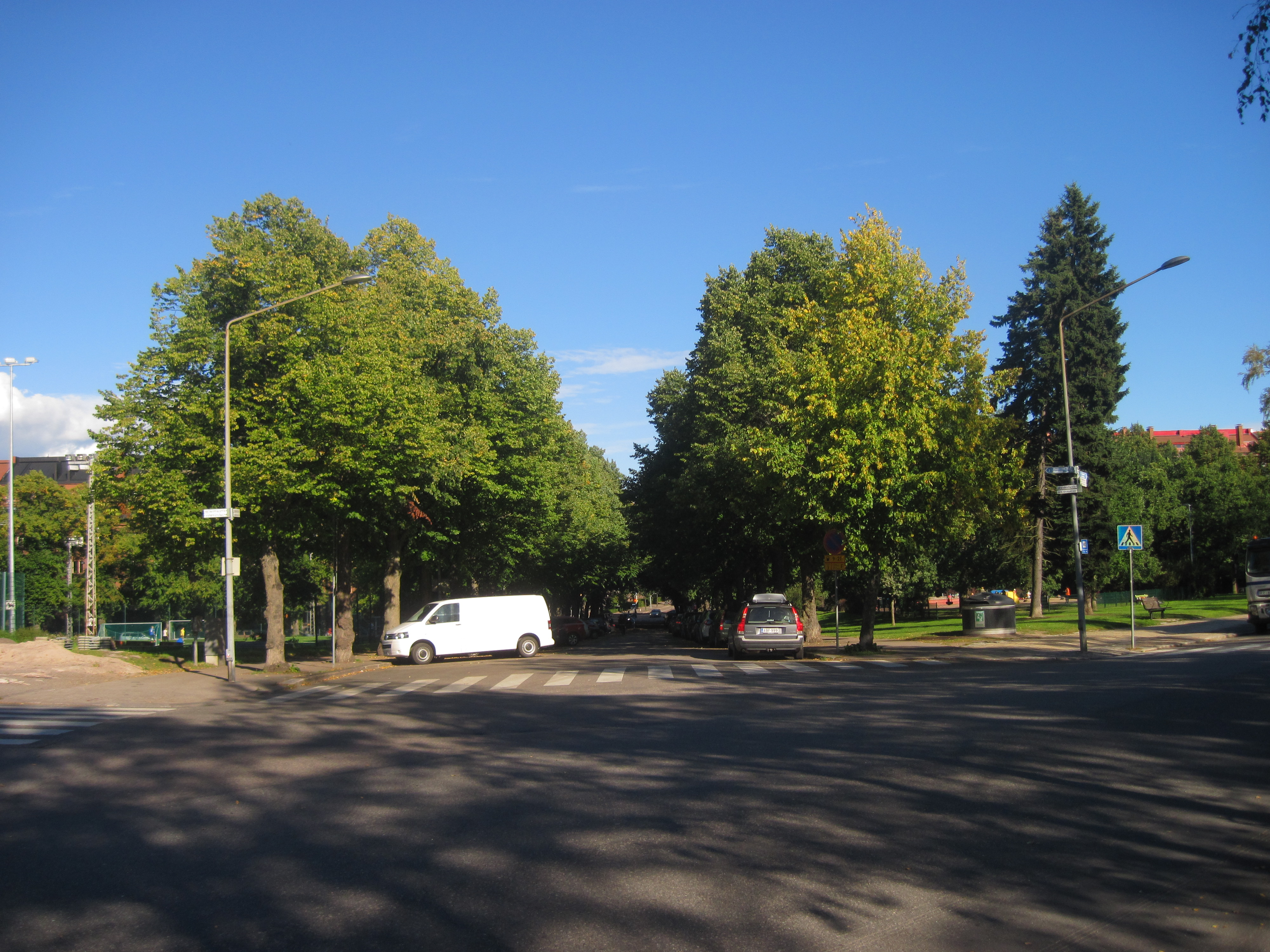
Västra delen av Arkadiagatan sedd från Sandvikengatan